# Lac Marville
Pour les articles homonymes, voir Marville.
Le lac Marville est un lac littoral des îles Kerguelen dans les Terres australes et antarctiques françaises.  Avec une superficie d'environ 27 km2, il constitue la plus vaste étendue d'eau douce de l'archipel et le cinquième plus grand lac naturel de France.

## Localisation
Le lac Marville se situe sur la Grande Terre, l'île principale de l'archipel, sur le littoral nord-est de la péninsule Courbet, entre le cap Sandwich au sud et le cap Digby au nord.
Il est manifestement connu des baleiniers dès le XIXe siècle. Dans son journal, le capitaine Joseph J. Fuller décrit au fond de la baie Royale un grand lac dont le pourtour fait environ 15 milles. Cependant, jusque dans les années 1930, il ne figure sur aucune carte.

## Toponymie
Ce grand lac est officiellement mentionné pour la première fois par Edgar Aubert de la Rüe dans le rapport de ses expéditions de 1928-1929 et de 1931 dans l'archipel. Il lui donne le nom de Marville sans en publier les raisons.

## Hydrologie

### Morphologie
Peu profond, le lac Marville couvre, environ 27 km2 , soit une superficie comparable à celle du lac d'Annecy.
Il est le plus étendu de l'archipel, loin devant les lacs Bontemps et d'Entr'Aigues dont les aires avoisinent 6,3 km2. C'est un lac de plaine littorale, en fait une ancienne lagune séparée de l'océan Indien austral par un étroit cordon long de 5 km dont la largeur varie entre 100 m et 500 m. Son niveau est légèrement plus élevé que le niveau de la mer. 
Le lac Marville est à peu près aussi long (6,5 km) que large (5,25 km) ; il diffère ainsi de la plupart des grands lacs des Kerguelen qui ont une forme allongée, contrainte par la morphologie encaissée des vallées. 
Sept îlots parsèment le lac, le plus vaste ne dépasse guère 7 ha. Avant même que le lac soit cartographié, les navigateurs avaient signalé, dès l'expédition du Challenger en 1874, une butte, haute de quelques mètres à peine, remarquable par sa couleur verte, le « morne Vert », qui marque l'entrée nord de l'exutoire du lac.

### Alimentation et exutoire

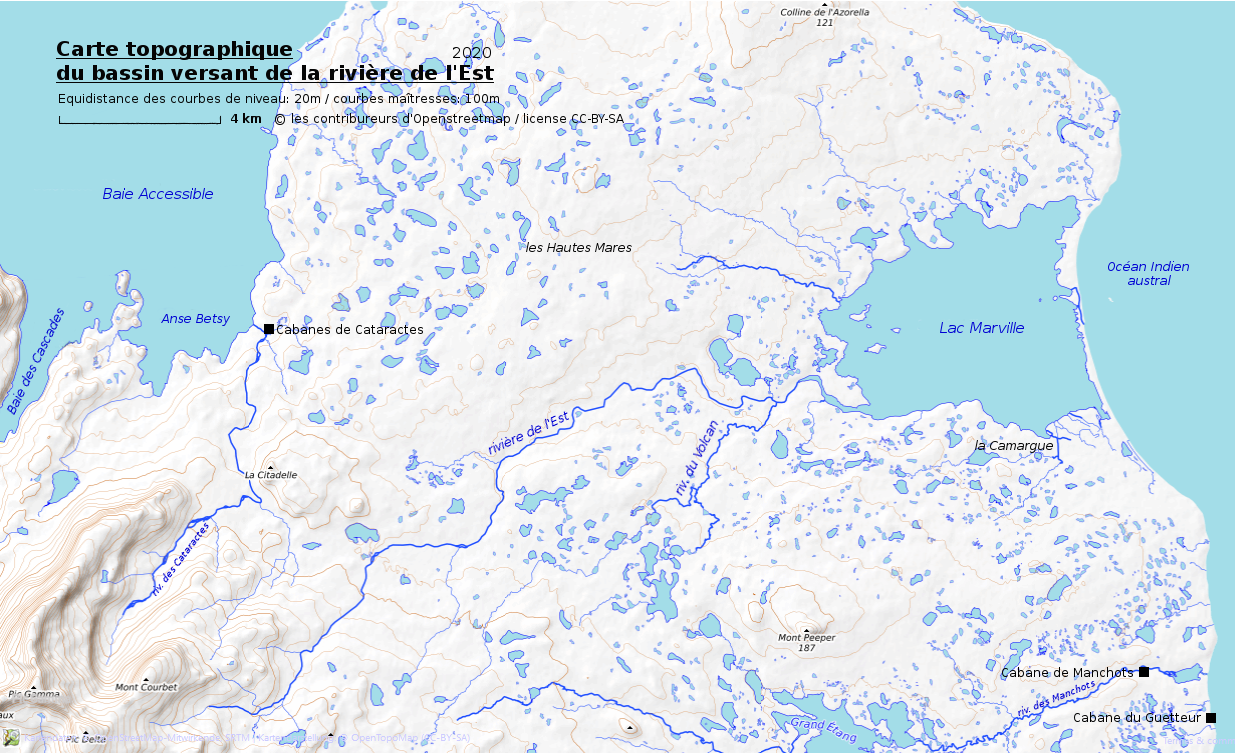
Carte topographique du bassin versant de la rivière de l'Est.

Le lac Marville est alimenté principalement par la rivière de l'Est qui prend sa source au pied du mont Courbet et du pic Delta dans les montagnes de l'ouest de la péninsule Courbet. À l'embouchure avec le lac, le lit de la rivière s'élargit pour atteindre plus de 150 m. En outre, de nombreux cours d'eau, issus au nord des collines de l'Azorella ou des Hautes Mares et au sud du mont Peeper, complètent cette alimentation. Avec ses 250 km2 de superficie, le bassin versant du lac   est le plus important de l'archipel des Kerguelen, à égalité avec celui du système formé par la Clarée et la rivière des Galets.
Un court exutoire traverse le cordon littoral en longeant l'arrière-plage vers le sud avant de se déverser dans l'océan.

### Caractères physico-chimiques
Le lac est un lac d'eau douce avec une teneur en sels dissous de 120 mg/l. L'influence marine est marquée par une teneur importante en chlorures.

## Écologie
À l'instar de l'ensemble de la plaine orientale de la péninsule Courbet, de nombreuses tourbières occupent les bords du lac.
À la fin des années 1950, un programme d'introductions volontaires de salmonidés a été  engagé dans l'archipel. Des Truites communes (Salmo trutta), notamment celles lâchées dans la rivière du Château, ont colonisé l'ensemble du réseau hydrographique de la péninsule grâce à leur forme migratrice marine. Leur installation  dans le lac Marville s'est produite entre 1982 et 1992. Auparavant, aucun poisson autochtone ne fréquentait les lacs et rivières des Kerguelen. 
L'algue verte d'eau douce Pediastrum marvillense a été décrite pour la première fois au lac Marville.

## Géologie
Le lac recouvre des dépôts quaternaires fins, sablo-argileux, d'origine fluvio-glaciaire.Sa formation paraît liée à la fermeture par un cordon littoral d'un ancien golfe marin.